# Lijst van eilanden van Abu Dhabi
De Verenigde Arabische Emiraten hebben talloze eilanden in de Perzische Golf, meer bepaald voor de kust van Abu Dhabi. Deze hieronder hebben een ecologische of strategische waarde. 
- Abu Al-Abyad
- Akab
- Al-Aryam
- Al-Qaffay
- Al-Rufaiq
- Al-Yasat
- Arzanah
- Bahrani
- Balghelam
- Bu Khushaishah
- Bu Tinah
- Dalma
- Das
- Dayyinah
- Furayjidat
- Futaisi
- Gagha
- Ghasha
- Hulayla
- Liffiyah
- Makhasib
- Marawah
- Muhaiyimat
- Muhamaliyah
- Qarnayn of Qarnein
- Sadiyat
- Sinaiya
- Sir Banu Yas
- Umm al-Kirkum
- Umm al-Nar
- Umm Qassar
- Yasat al-Ulya
- Yasat Sufla
- Zirkuh